# 丹南藩
丹南藩（たんなんはん）は、河内国丹南郡丹南村の丹南陣屋（現在の大阪府松原市丹南）を居所とした藩。江戸時代前期に譜代大名の高木家が入封し、幕末・廃藩置県まで存続した。存続期間の大部分において石高は1万石。
本記事では、廃藩後に設置された丹南県（たんなんけん）についても言及する。

## 歴史

### 前史
藩祖の高木正次は、徳川十六神将の一人高木清秀の子で、本人も長久手の戦いで敵を組み討ちして高名を挙げたという人物である。慶長10年（1605年）に大番頭となる。慶長20年/元和元年（1615年）の大坂夏の陣において、正次は大坂に出陣。子の正成も激戦して武功を挙げた。元和3年（1617年）に3000石の加増を受けた結果、相模国・武蔵国・上総国・下総国および近江国で9000石を知行した。

### 藩史

#### 立藩から初期の藩政
元和9年（1623年）、正次が大坂定番に就任した際、1000石の加増を受けて1万石の大名となり、従来の領地を河内国丹南郡22村に移されて丹南を居所とした。
寛永7年（1630年）11月、正次は丹南において死去。翌寛永8年（1631年）3月に正成の家督継承が認められ、2代藩主となる。正成はこれより先に父とは別に2000石を知行していたが、2人の子（長男正弘・二男正好）に1000石ずつ分与された。寛永10年（1633年）に安房国・上総国に3000石が加増された。寛永11年（1634年）に大番頭となるが、翌寛永12年（1635年）に病死した。

#### 1万石の藩に戻る
3代藩主となった正弘は、2人の弟（正好・正房）に1500石ずつを分与し、丹南藩の石高は1万石に戻った（なお、正弘が先に与えられていた1000石の知行地は正弘預かりとされたのち収公された）。正弘も大番頭に就任し、万治元年（1658年）に二条城在番中に死去した。4代正盛も大番頭を務めた。
6代正陳は貞享元年（1684年）に参勤交代を行っている。元禄2年（1689年）に大番頭となり、元禄12年（1699年）には丹南郡内の所領の一部を下野国足利郡に移された。正徳元年（1711年）に奏者番に就任した。高木家は正陳の代より参勤交代を行わない定府大名となった。

#### 丹南騒動
8代正弼の時、宝暦8年（1758年）には丹南郡の領地の一部を丹北郡・志紀郡に移された。明和元年（1764年）には大番頭に就任。明和6年（1769年）、前年からの凶作を背景として農民が拝借金や配給米を求めたが藩に却下され、これに対して全村の庄屋22名は農民数千人とともに年貢納入を拒絶した。庄屋22人は江戸屋敷に召喚されて3年半にわたり投獄され、11人が獄死という悲惨な事態を招いた。この騒動は「郷中騒動」あるいは「丹南騒動」と呼ばれている。安永元年（1772年）11月21日の幕府の裁決で、生き残った11人の庄屋への処分が下されるとともに、正弼も処置の不手際を咎められ、江戸城出仕を1か月あまり停止された。

#### 幕末から明治維新期
12代正坦は慶応2年（1866年）、幕府領であった安宿部郡国分村（現在の大阪府柏原市国分）で起きた一揆に対し、幕府より鎮圧の命を受け出兵し、江戸時代中期より困窮していた藩財政は、なお一層窮乏を極めた。廃藩時の借金は3万9000両と小藩としては非常に多額であった。明治元年（1868年）には藩校「丹南学校」を開いた。
明治2年（1869年）の版籍奉還とともに藩主家は華族に列した。明治4年（1871年）7月、廃藩置県により丹南藩は廃止された。

### 丹南県
明治4年（1871年）7月、丹南県が設置され、旧丹南藩庁が県庁に改められた。丹南県の管轄地は、河内国丹南・丹北・志紀3郡内22か村、計9100余石であった。同年11月の府県統合により、堺県に編入された。

## 歴代藩主
高木家
譜代　10000石
1. 正次
2. 正成
3. 正弘
4. 正盛
5. 正豊
6. 正陳
7. 正恒
8. 正弼
9. 正直
10. 正剛
11. 正明
12. 正坦
13. 正善

藩主家は明治17年（1884年）の華族令で子爵に叙せられた。高木子爵家からは三笠宮崇仁親王妃百合子（最後の藩主・高木正善の孫）が出ている。

## 幕末から明治にかけての領地
幕末の領地は以下のとおりである。明治維新後には、丹北郡3村（旧館林藩領）が加わった。
- 河内国
  - 志紀郡のうち - 2村
  - 丹南郡のうち - 12村
  - 丹北郡のうち - 6村
- 下野国
  - 足利郡のうち - 4村

「藩制一覧」によると、明治元年（1868年）の丹南藩の状況は以下のとおりである。なお、数値は河内国と下野国の2か国にある領地を合算したものである。
- 草高：11,007石5斗9升4合3勺7才
- 正租：米6,041石9斗6升4合、永142貫800文5分6厘
- 諸産物
  - 木綿：正租之内ニテ年々多少有之
  - 織物：昨辰年分36,661反
- 諸税：米87石7斗4升5合、永22貫41文
- （社税10石）
- 戸数：1,709軒
- 人数：7,878人（男3845人、女3967人）
- 士卒戸数合併：190戸
- 神社：41社
- 寺：48宇（僧59人、下男4人）
- 士族：129人
- 卒族：134人、家族男184人、家族女397人
- 社家：6軒、人数26人（男12人、女14人）
- 庵：3か所
- 村数：26か村
- 華族：男3人
- 藩士隊：役員6人
- 藩卒隊：役員7人

## 備考
- 江戸藩邸は青山（現在の東京都港区南青山）にあった。丹南藩江戸藩邸を含む周辺の武家地は明治時代に高樹町とされたが、この町名は高木家に由来する。